# Ludomir Szydłowski
Ludomir Zygmunt Szydłowski (ur. 2 lutego 1899 we Lwowie, zm. 25 czerwca 1961 w Wielkiej Brytanii) – major kawalerii Wojska Polskiego, działacz niepodległościowy, kawaler Orderu Virtuti Militari, ziemianin.

## Życiorys
Urodził się 2 lutego 1899 we Lwowie, ówczesnej stolicy Królestwa Galicji i Lodomerii, w rodzinie Wenantego i Julii z Zembrowskich. Był młodszym bratem Mirosława (1896–1940), majora kawalerii rezerwy Wojska Polskiego, zamordowanego w Katyniu. Przed I wojną światową ukończył pięć klas gimnazjum w rodzinnym mieście. W późniejszym terminie zdał egzamin dojrzałości w jednej z lwowskich szkół realnych.
23 sierpnia 1914 wstąpił do Legionów Polskich. Początkowo służył w konnym oddziale wywiadowców, a następnie IV plutonie 1 szwadronu 1 pułku ułanów. Wyróżnił się 23 czerwca 1915 w walce z oddziałem kozackim we wsi Kunice. 14 października 1921 ówczesny podpułkownik Stanisław Grzmot-Skotnicki sporządził „wniosek na odznaczenie orderem «Virtuti Militari»”, w którym napisał:

(...) pomimo młodocianego wieku, bo w 15 roku życia wstąpił do Legionów, ułan Szydłowski sprawował się zawsze wzorowo i z całym zrozumieniem i ideowością pełnił swą służbę liniową.

Od 3 lutego do 4 kwietnia 1917 był słuchaczem kawaleryjskiego kursu podoficerskiego w Ostrołęce, który ukończył z wynikiem bardzo dobrym w stopniu starszego ułana. Po kryzysie przysięgowym (lipiec 1917) jako poddany austriacki został przeniesiony do Polskiego Korpusu Posiłkowego, w którym służył do czasu rozwiązania 1 pułku ułanów.
Od listopada 1918 walczył na wojnie z Ukraińcami w szeregach 1 pułku szwoleżerów. Wziął udział w obronie Bełza. 15 lipca 1919 jako podoficer byłych Legionów Polskich pełniący służbę w 1 pułku szwoleżerów został mianowany z dniem 1 czerwca 1919 podporucznikiem w kawalerii. 16 października został przeniesiony do 2 pułku szwoleżerów, a 10 grudnia 1919 do 4 pułku strzelców konnych. W szeregach tego oddziału walczył na wojnie z bolszewikami. 19 stycznia 1921 został zatwierdzony z dniem 1 kwietnia 1920 w stopniu porucznika, w kawalerii, w grupie oficerów byłych Legionów Polskich.
Po zakończeniu działań wojennych pozostał w wojsku jako oficer zawodowy i kontynuował służbę w 6 pułku strzelców konnych. Po 1 czerwca 1921 został przeniesiony do 8 pułku strzelców konnych we Włocławku (od listopada 1922 w Chełmnie). 3 maja 1922 został zweryfikowany w stopniu porucznika ze starszeństwem od 1 czerwca 1919 i 224. lokatą w korpusie oficerów jazdy (od 1924 – kawalerii). Z dniem 29 lutego 1924, na własną prośbę, został przeniesiony do korpusu oficerów rezerwowych i przydzielony w rezerwie do 8 psk. W 1934, jako oficer rezerwy pozostawał w ewidencji Powiatowej Komendy Uzupełnień Pińczów i posiadał przydział w rezerwie do 5 pułku strzelców konnych w Tarnowie. Na stopień rotmistrza rezerwy został mianowany ze starszeństwem z 19 marca 1939 i 14. lokatą w korpusie oficerów kawalerii.
Po zwolnieniu z wojska zajął się prowadzeniem rodzinnych majątków Szczeglin i Jastrzębiec. W czasie II wojny światowej ewakuował się do Wielkiej Brytanii. 30 września 1940 został przydzielony do 3 Oddziału Kadrowego Rozpoznawczego. 23 czerwca 1941 otrzymał przeniesienie do 10 Oddziału Rozpoznawczego. Przeniesienie do nowego oddziału nastąpiło 7 lipca 1941 po powrocie z kursu rolniczego. W latach 1944–1945 wziął udział w kampanii we Francji, Belgii, Holandii i Niemczech jako oficer techniczny 10 pułku dragonów. Został awansowany na majora.
Zmarł 25 czerwca 1961 w Wielkiej Brytanii.
Był żonaty z Bronisławą z Głuskich, z którą miał córkę Hannę (ur. 1928).

## Ordery i odznaczenia
- Krzyż Srebrny Orderu Wojskowego Virtuti Militari nr 5445 – 17 maja 1922[21][22]
- Krzyż Niepodległości – 17 marca 1932 „za pracę w dziele odzyskania niepodległości”[23]
- Krzyż Walecznych po raz pierwszy[10]
- Krzyż Walecznych po raz pierwszy za kampanię we Francji, Belgii, Holandii i Niemczech 1944–1945[24]
- Medal Pamiątkowy za Wojnę 1918–1921[1]
- Medal Dziesięciolecia Odzyskanej Niepodległości[1]
- Odznaka „Za wierną służbę”[1]
- Odznaka pamiątkowa „Chrobrej Załodze – Bełz 1919”[1]